# 間下直晃
間下 直晃（ました なおあき、1977年 -）は、日本の実業家。ブイキューブ創業者兼代表取締役会長グループCEO。公益社団法人経済同友会副代表幹事。シリコンバレー・ジャパン・プラットフォームの共同議長。センシンロボティクス取締役、Xyvid, Inc Chairman、Wizlearn Technologies Pte. Ltd. Chairman、三井住友信託銀行取締役、ウシオ電機取締役、MICIN取締役を兼任、

## 経歴
東京都出身。慶應義塾高等学校、慶應義塾大学理工学部卒業。慶應義塾大学大学院理工学研究科開放環境科学専攻修了。
1998年、Webソリューション事業を行なう有限会社ブイキューブインターネット（現：株式会社ブイキューブ）を設立し、同社CEOに就任。その後、本業をビジュアルコミュニケーション事業へ転換し、2008年よりWeb会議市場における国内シェアナンバーワンを獲得。米国インテル キャピタルからの出資を機にアジアを中心とした海外展開を加速させ、マレーシア、シンガポール、インドネシアに現地法人を設立。2012年よりは、活動拠点をシンガポールに移し、アジアを中心としたグローバル展開を進めている。2013年、同社を東証マザーズへ新規上場させ、2015年、東証一部へ市場変更させた。